# Octopus
Octopus (dal greco antico: ὀκτώπους?, oktṓpous, "con otto piedi") Cuvier, 1798 è un genere di molluschi cefalopodi marini noti come polpi, con numerose specie diffuse in tutti i mari e gli oceani del globo adattatesi a vivere in diversi subambienti marini, da subtidale fino al di sotto della zona fotica.
Genericamente chiamato polpo, e talvolta polipo (anche se, zoologicamente, con polipi si indicano forme di vita ben differenti), è stato pescato fin dall'antichità con diverse tecniche e sue rappresentazioni sono frequenti in decorazioni su manufatti della civiltà greca e minoica ed anche in mosaici romani.
Le sue carni costituiscono la componente principale di numerosi piatti tipici di popolazioni rivierasche.

## Studi sull'intelligenza
Contrariamente a quanto si può credere, e a come li descrisse Aristotele, che li definí come creature stupide, gli Octopus sono tra gli invertebrati con l'encefalo più grande e tra i più intelligenti, con un comportamento variegato e complesso.
Sono infatti capaci di uscire da un labirinto, usare utensili, aprire barattoli di vario tipo, e riescono ad apprendere e ricordare come svolgere un compito, per completarlo più velocemente quando si ripresenta loro.
Il sistema nervoso, inoltre, non è limitato all'encefalo, ma la maggior parte dei neuroni é distribuita lungo i tentacoli.
Molti studi sull'octopus, come l'analisi del suo genoma, sono stati infatti effettuati anche per studiare la sua intelligenza ed il suo sistema nervoso.

## Comportamento
Sono creature solitarie, praticano cannibalismo e, nonostante le femmine sorveglino le uova, non accudiscono la prole una volta schiuse.
Sembra che un meccanismo molecolare intervenga durante il periodo dell'accoppiamento, per diminuire i conflitti intraspecifici.
Questo cambio di comportamento ha portato degli studiosi ad indagare la conservazione del ruolo della serotonina nell'evoluzione: in uno studio pubblicato su Current Biology, è stato dimostrato sugli Octopus, in particolare Octopus bimaculoides, il ruolo della via della serotonina come trasmettitore: Octopus a cui è stato dato MDMA hanno mostrato una diminuzione del comportamento asociale ed un aumento della socialitá, come succede per gli esseri umani.
Questo punto è fondamentale per l'evoluzione, poiché si stima che il ramo che ha dato origine ad Octopus da un lato ed Homo dall'altro, si sia separato 500 milioni di anni fa.

## Genoma
Nel 2018 è stato completato lo studio del genoma, pubblicato sulla rivista Nature, con lo scopo di studiare sia le basi molecolari del cervello dei polpi, che le sue peculiari proprietà del corpo. Il polpo studiato è della specie Octopus bimaculoides che vive lungo le coste della California.
Il suo genoma, anche se più corto di quello umano, contiene un numero superiore di geni, circa 33.000 rispetto ai 20.000 della specie Sapiens Sapiens.
Si è anche notato che l'Octopus bimaculoides ha una attività di modifica post-trascrizionale dell'mRNA elevata, in modo da creare più proteine a partire da un singolo gene coinvolto nella segnalazione neuronale. Questo gli permette, tra le altre cose, di modificare la velocità di segnalazione del sistema nervoso.

## Varie
Una particolarità: i loro occhi sono simili ai nostri, a differenza di molte altre creature marine, ma vedono meglio, perché gli assoni dei ricettori ottici non passano sopra questi all'interno dell'occhio, ma escono direttamente dal retro; per questo stesso motivo, non hanno il punto cieco.

## Tassonomia

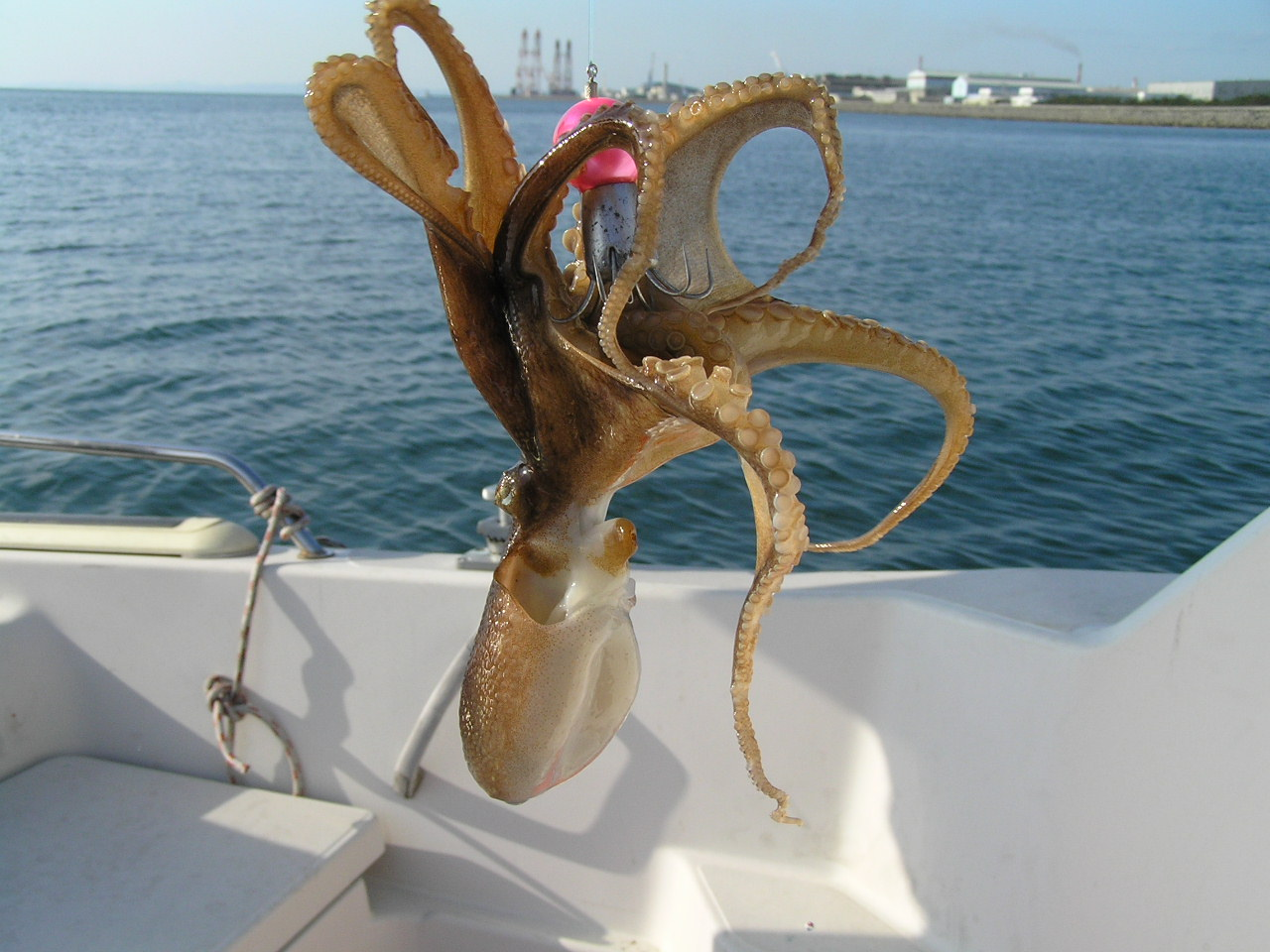
Octopus ocellatus pescato con l'amo

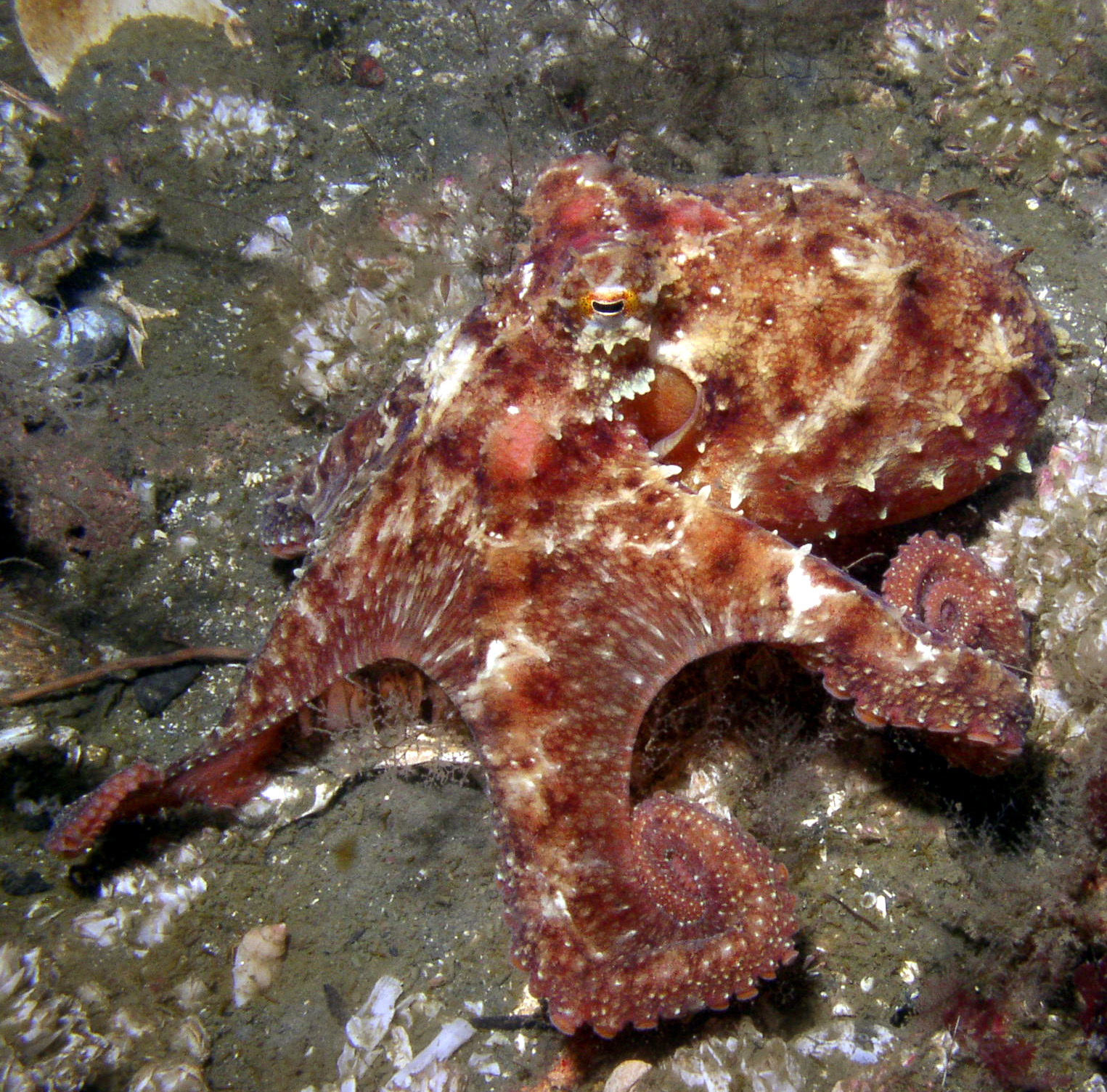
Octopus rubescens

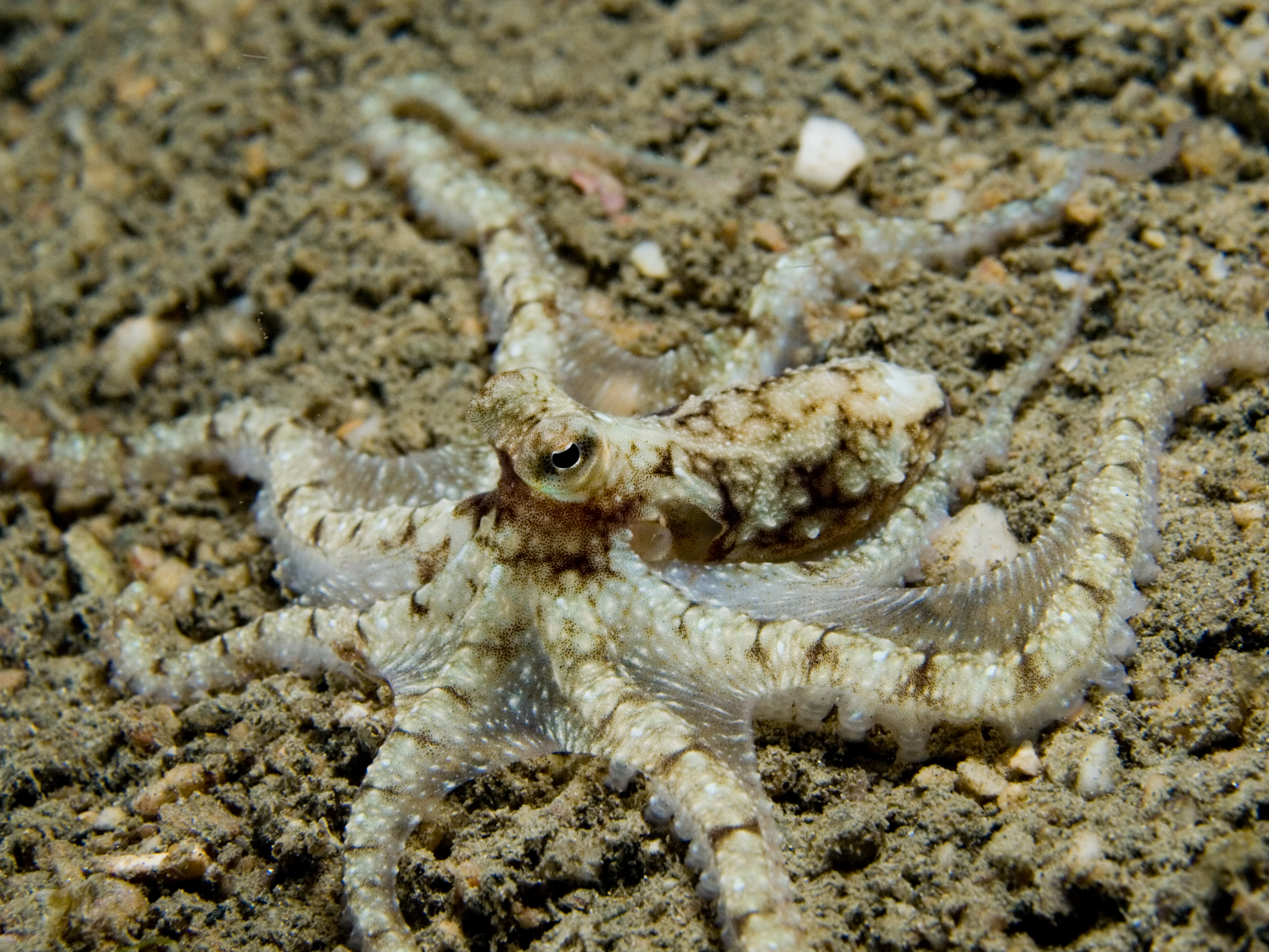
Octopus sp. tipico del mare di Timor

IL genere comprende le seguenti specie:
- Octopus alecto S. S. Berry, 1953
- Octopus americanus Froriep, 1806
- Octopus argus Krauss, 1848
- Octopus australis Hoyle, 1885
- Octopus balboai G. L. Voss, 1971
- Octopus berenice Gray, 1849
- Octopus berrima Stranks & Norman, 1992
- Octopus bimaculatus A. E. Verrill, 1883
- Octopus bimaculoides Pickford & McConnaughey, 1949
- Octopus bocki Adam, 1941
- Octopus briareus G. C. Robson, 1929
- Octopus bulbus Norman, 2001
- Octopus californicus (S. S. Berry, 1911)
- Octopus chierchiae Jatta, 1889
- Octopus conispadiceus (Sasaki, 1917)
- Octopus cyanea Gray, 1849 - polpo indopacifico
- Octopus diminutus Kaneko & Kubodera, 2008
- Octopus djinda Amor, 2021
- Octopus favonius Gray, 1849
- Octopus fitchi S. S. Berry, 1953
- Octopus gardineri (Hoyle, 1905)
- Octopus gorgonus Huffard, 2007
- Octopus harpedon Norman, 2001
- Octopus hattai (Sasaki, 1929)
- Octopus hawaiiensis Souleyet, 1852
- Octopus hongkongensis (Hoyle, 1885)
- Octopus hubbsorum S. S. Berry, 1953
- Octopus humilis Huffard, 2007
- Octopus hummelincki Adam, 1936
- Octopus incella Kaneko & Kubodera, 2007
- Octopus insularis Leite & Haimovici, 2008
- Octopus jeraldi A. Pratt, Baldwin & Vecchione, 2020
- Octopus jollyorum A. Reid & N. G. Wilson, 2015
- Octopus joubini G. C. Robson, 1929
- Octopus kaharoa O'Shea, 1999
- Octopus kapalae Mitchell & A. Reid, 2017
- Octopus kaurna Stranks, 1990
- Octopus laqueus Kaneko & Kubodera, 2005
- Octopus mariles Huffard, 2007
- Octopus maya G. L. Voss & Solís, 1966 - polpo messicano
- Octopus microphthalmus E. S. Goodrich, 1896
- Octopus micropyrsus S. S. Berry, 1953
- Octopus micros Norman, 2001
- Octopus mimus A. Gould, 1852
- Octopus minor (Sasaki, 1920) - polpo minore
- Octopus mutilans Taki, 1942
- Octopus nanus Adam, 1973
- Octopus occidentalis Steenstrup, 1886
- Octopus oculifer (Hoyle, 1904) - polpo delle Galápagos
- Octopus oliveri (S. S. Berry, 1914)
- Octopus pallidus Hoyle, 1885 - polpo pallido
- Octopus parvus (Sasaki, 1917)
- Octopus penicillifer S. S. Berry, 1954
- Octopus pumilus Norman & Sweeney, 1997
- Octopus pyrum Norman, Hochberg & Lu, 1997
- Octopus rubescens S. S. Berry, 1953
- Octopus salutii Vérany, 1839
- Octopus sanctaehelenae G. C. Robson, 1929
- Octopus selene G. L. Voss, 1971
- Octopus sinensis A. d'Orbigny, 1834
- Octopus stictochrus G. L. Voss, 1971
- Octopus superciliosus Quoy & Gaimard, 1832
- Octopus taganga Guerrero-Kommritz & Camelo-Guarin, 2016
- Octopus tayrona Guerrero-Kommritz & Camelo-Guarin, 2016
- Octopus tehuelchus A. d'Orbigny, 1834
- Octopus tetricus A. Gould, 1852 - polpo tetro
- Octopus veligero S. S. Berry, 1953
- Octopus verrucosus Hoyle, 1885
- Octopus vitiensis Hoyle, 1885
- Octopus vulgaris Cuvier, 1797 - polpo comune
- Octopus warringa Stranks, 1990
- Octopus wolfi (Wülker, 1913) - polpo pigmeo
- Octopus zonatus G. L. Voss, 1968

## Atlante iconografico

### Polpi nei loro ambienti naturali

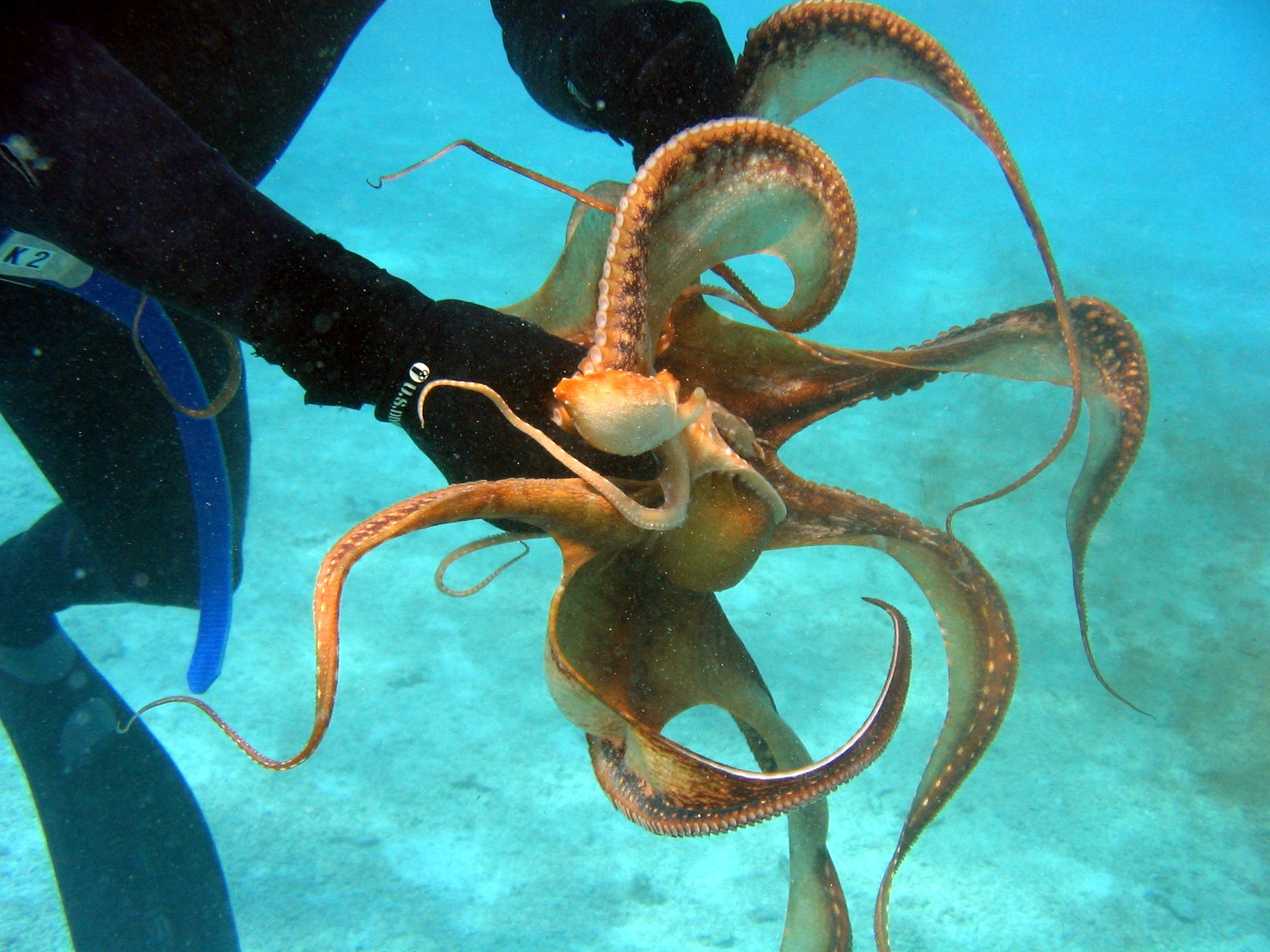
Subacqueo alle prese con un Octopus ornatus
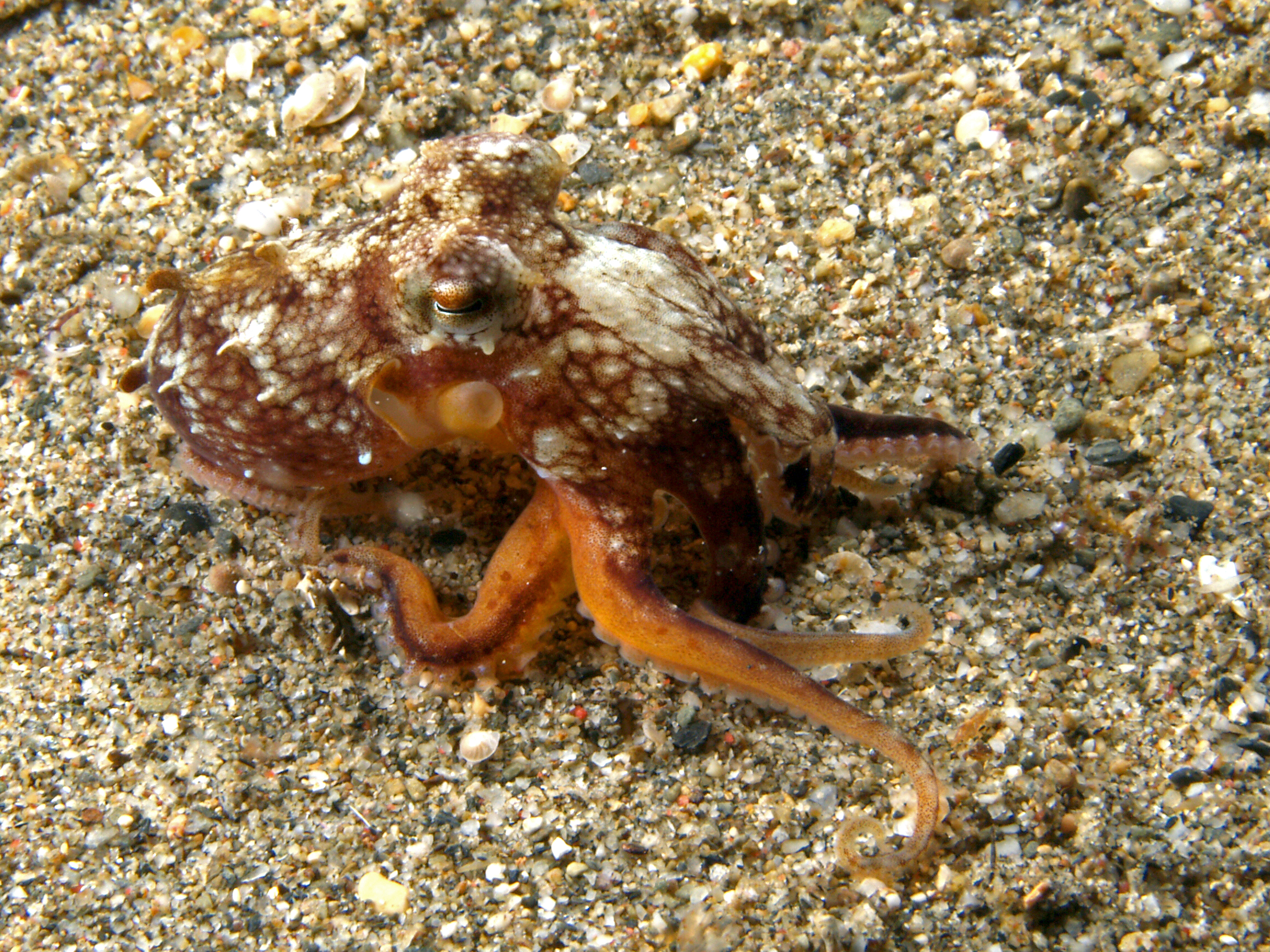
Octopus marginatus su fondo sabbioso
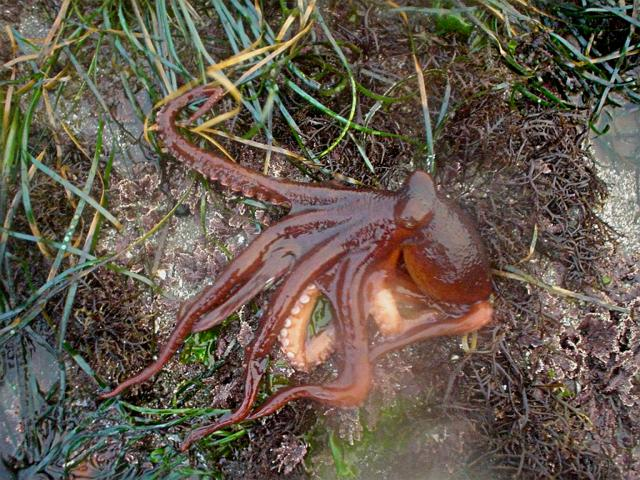
I polpi possono per breve periodi spostarsi in ambiente subaereo
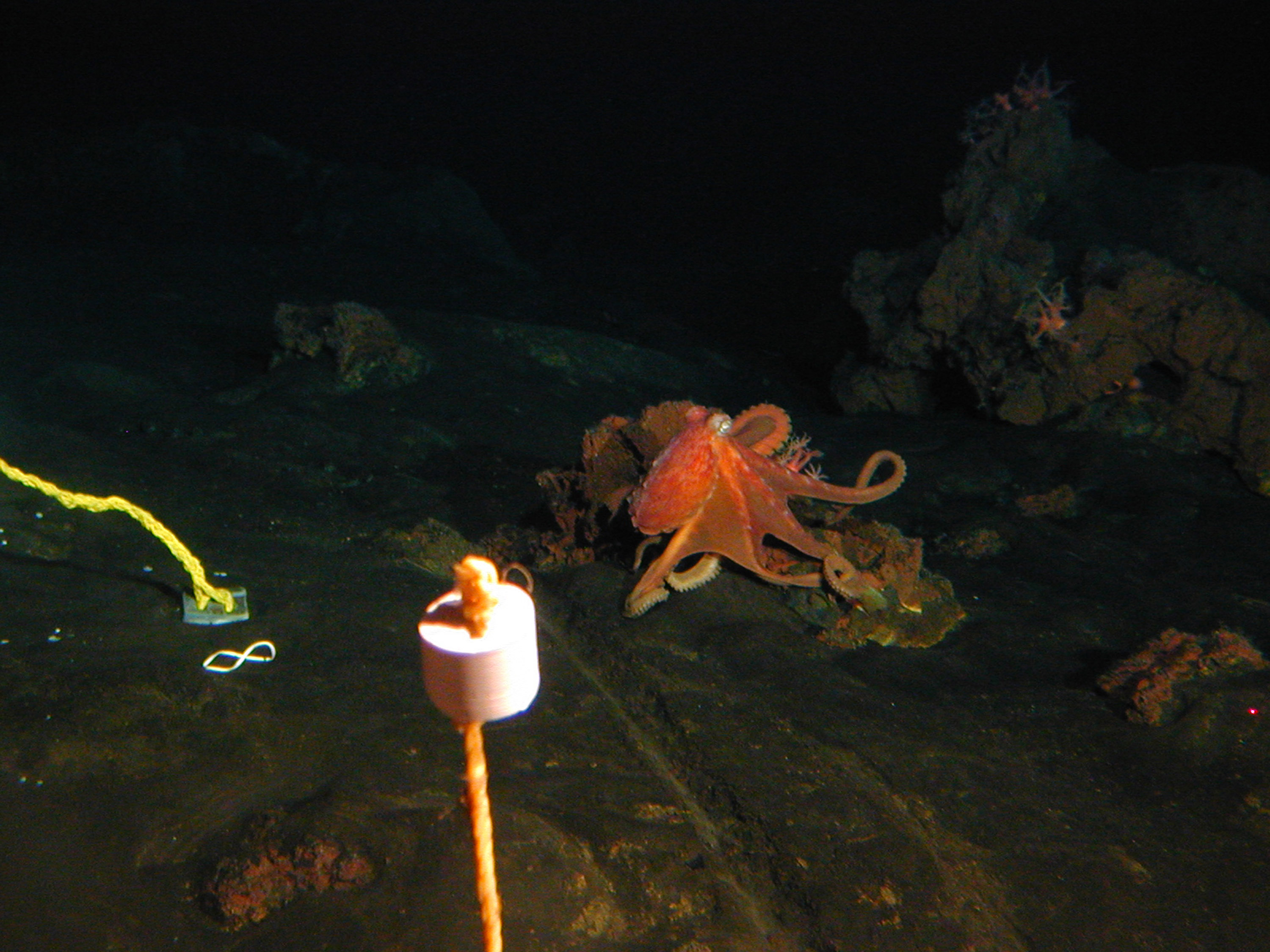
Polpo ripreso sul versante occidentale del seamount Vailulu'u (profondità minima −590 m)

### L'uomo e il polpo

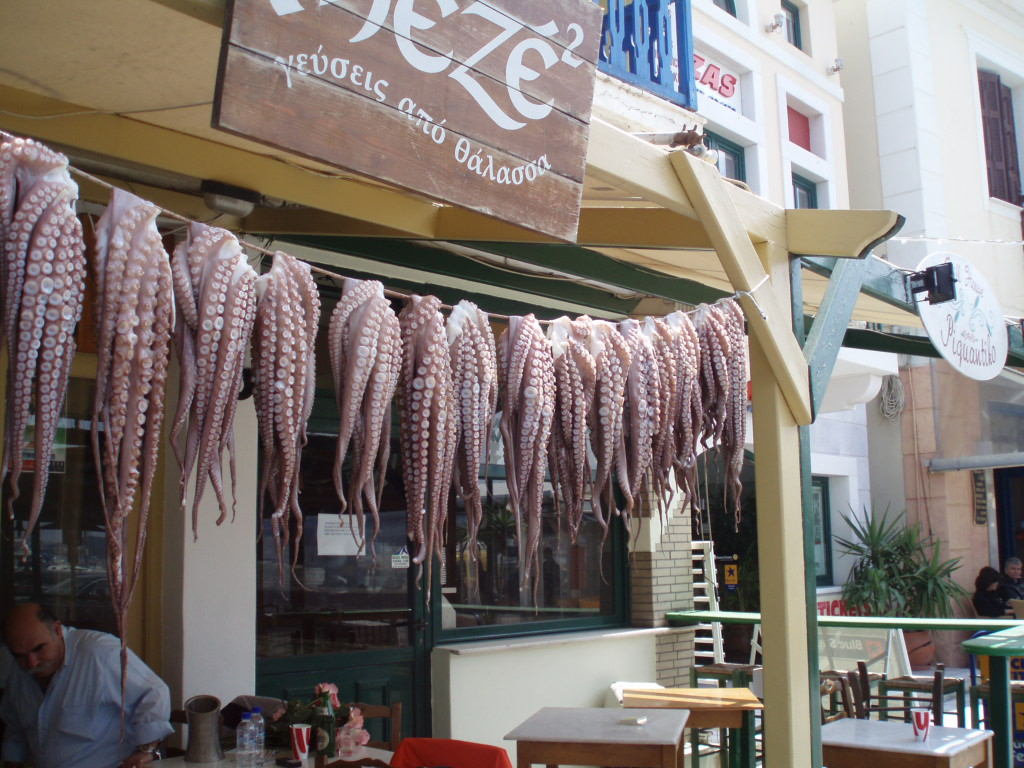
Polpi freschi in vendita in una pescheria di Naxos, in Grecia
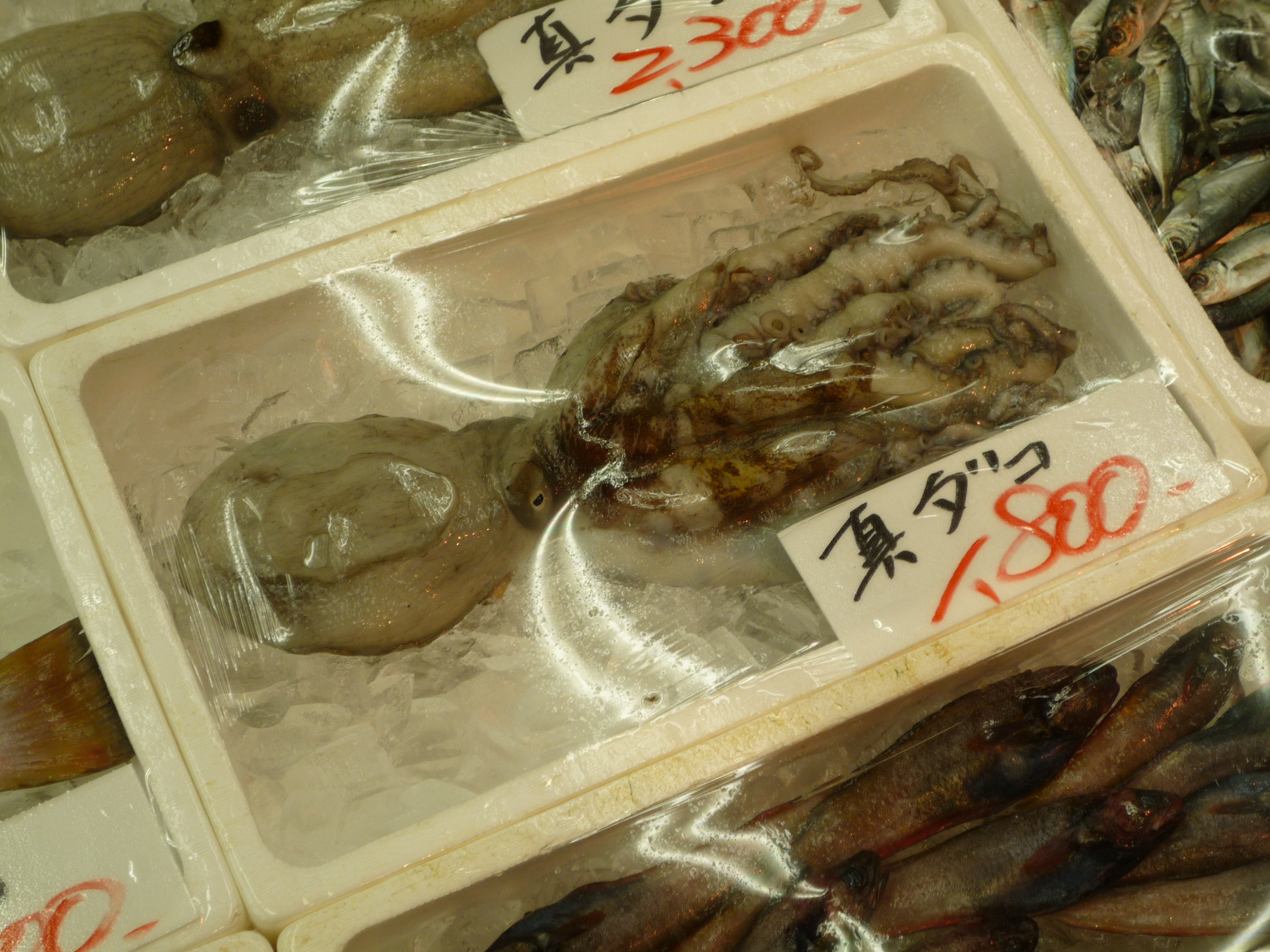
Polpi congelati in un banco di un supermercato giapponese
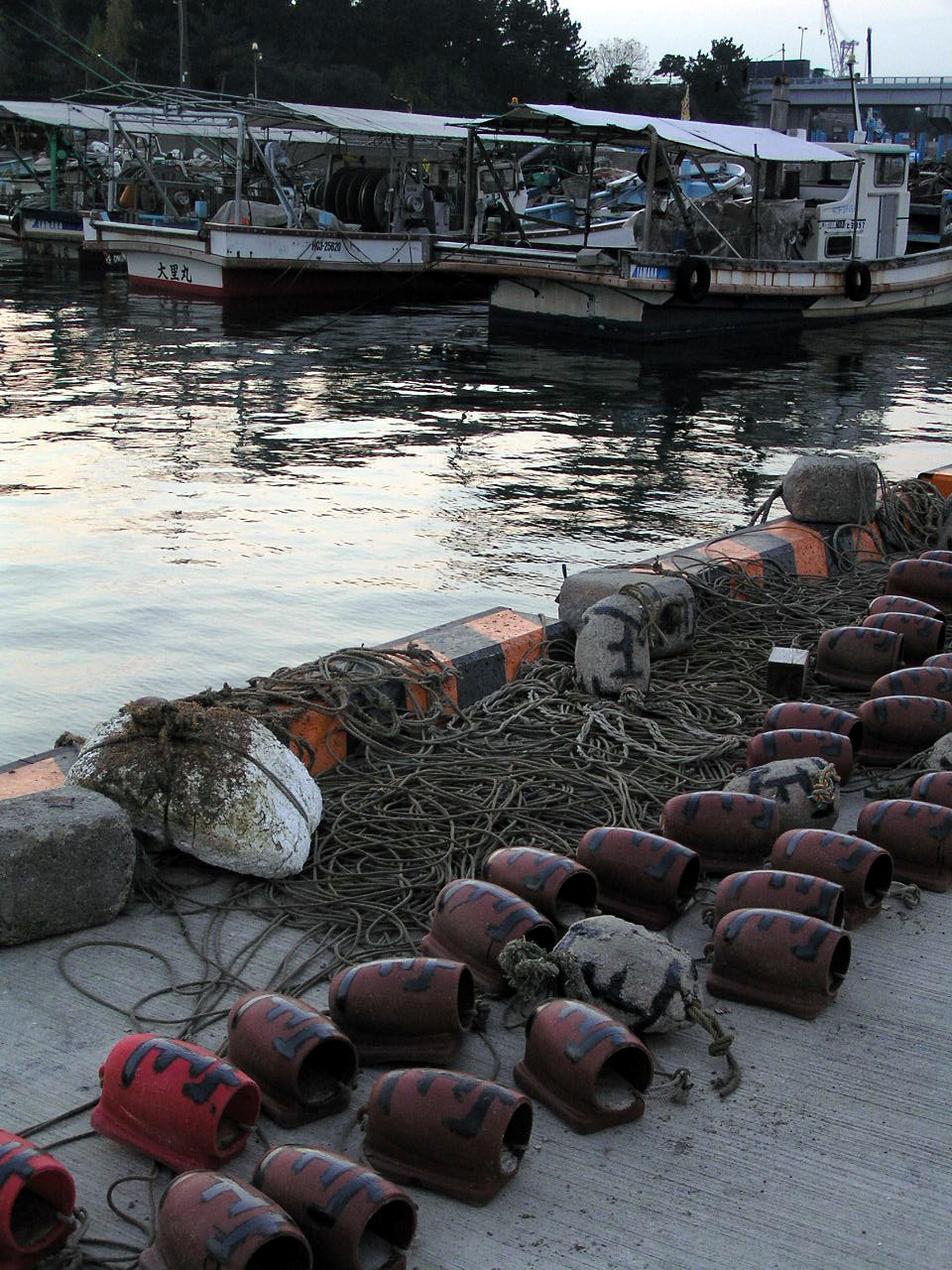
Trappole per catturare polpi allineate su un molo di un porto giapponese
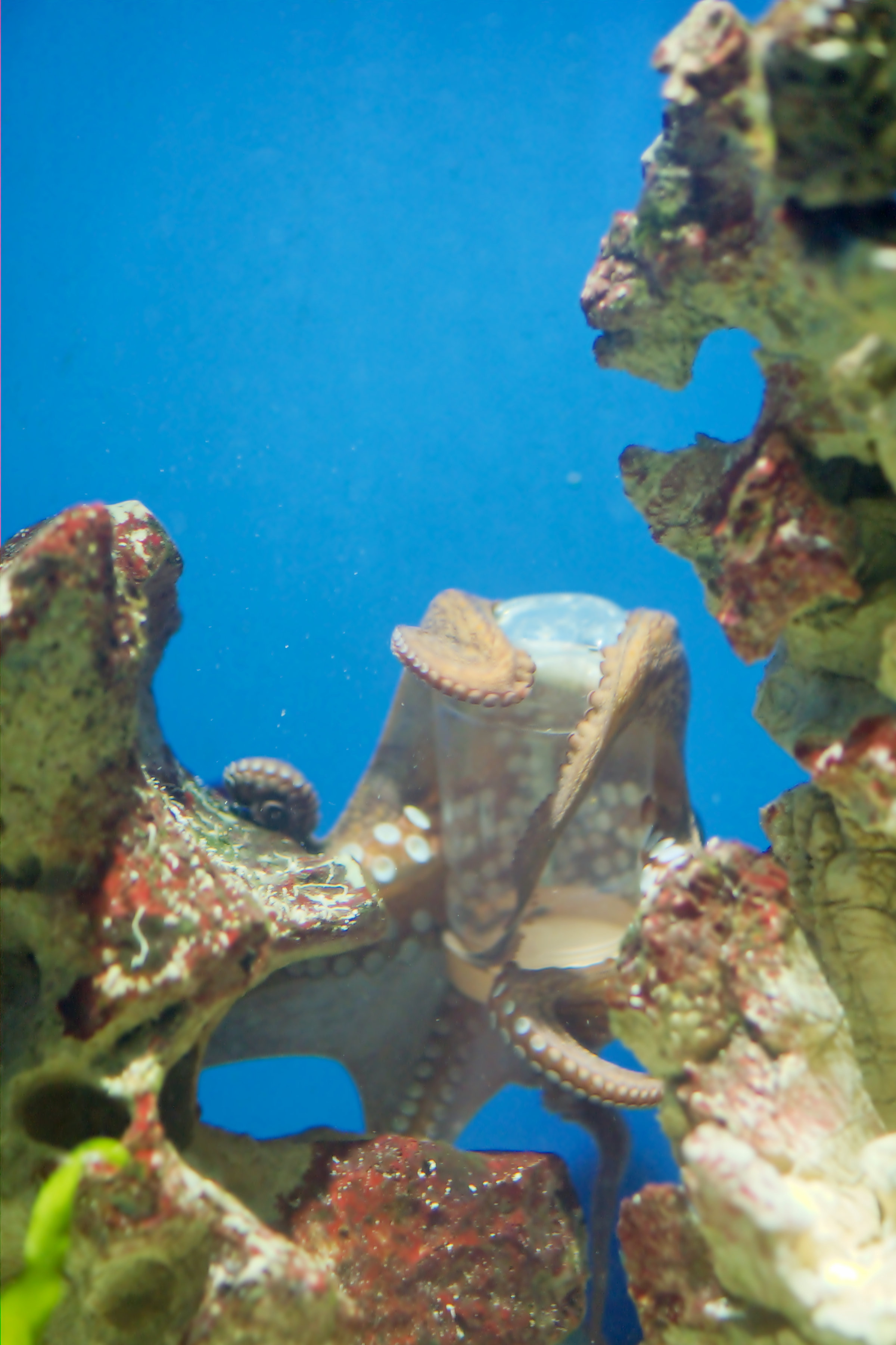
Osservazione di un polpo in laboratorio che apre un contenitore

### Il polpo in raffigurazioni artistiche

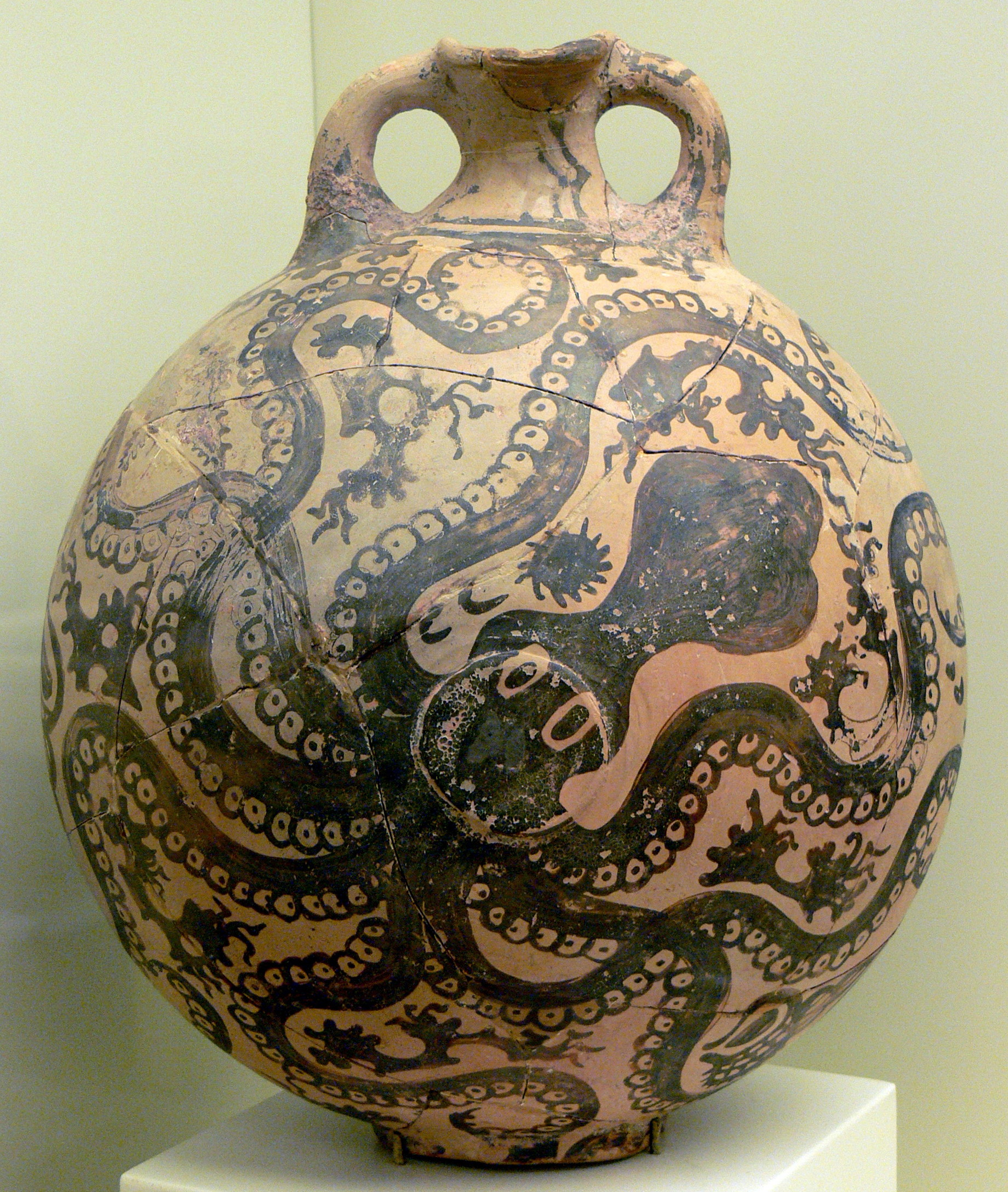
Ceramica minoica (1500 a.C.)
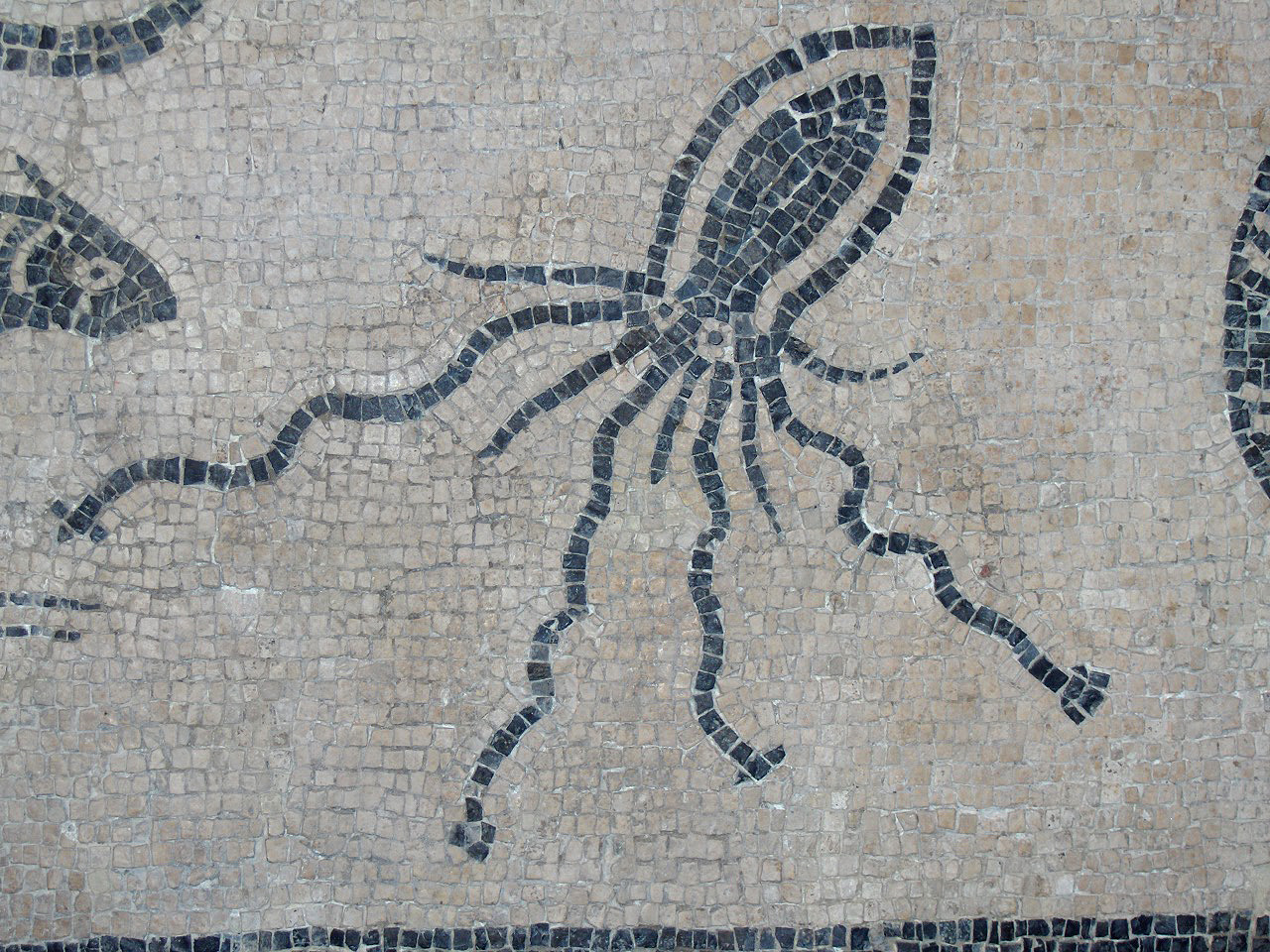
Mosaico romano sul pavimento di una casa di Rimini
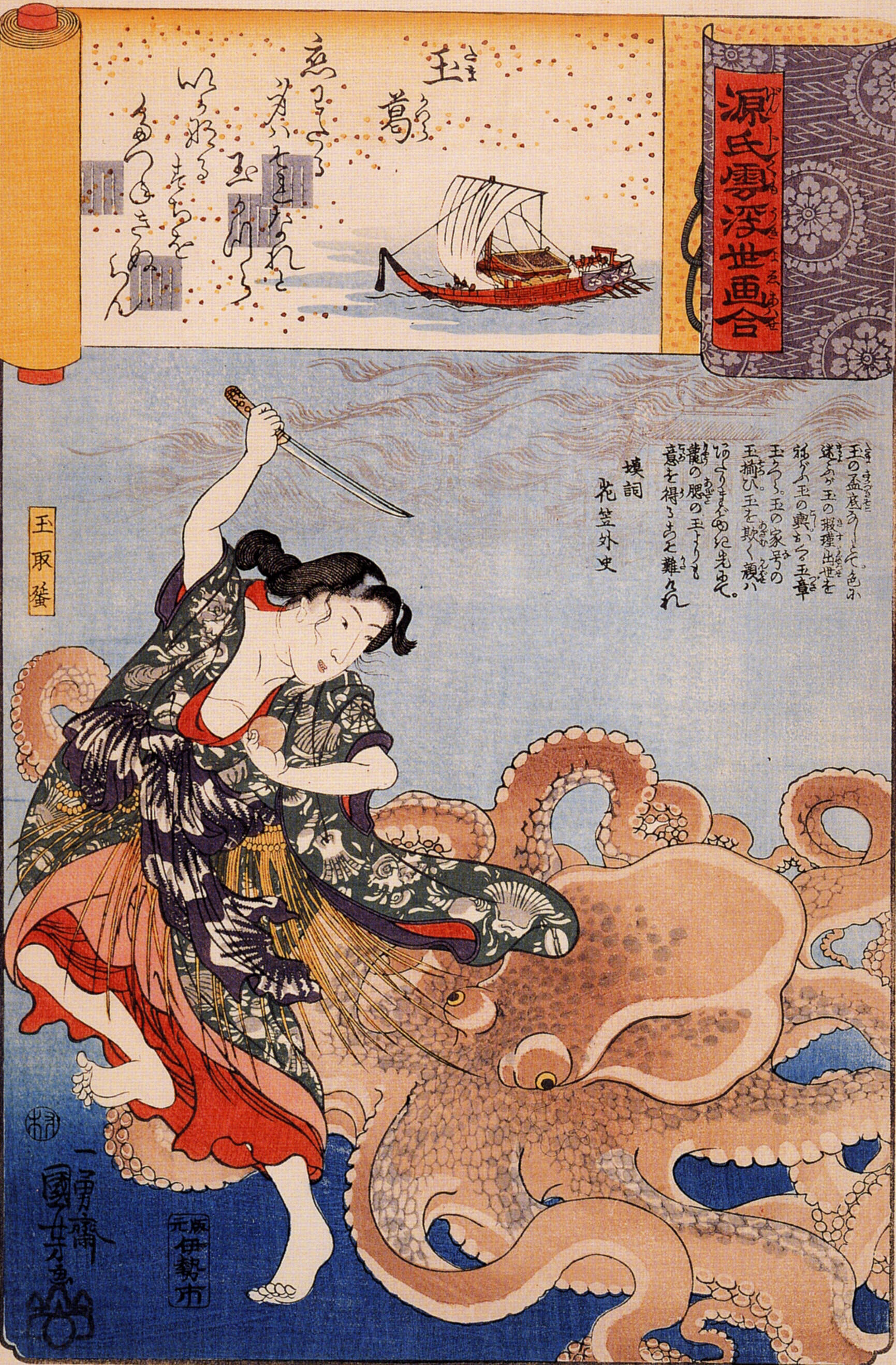
Illustrazione di leggenda giapponese
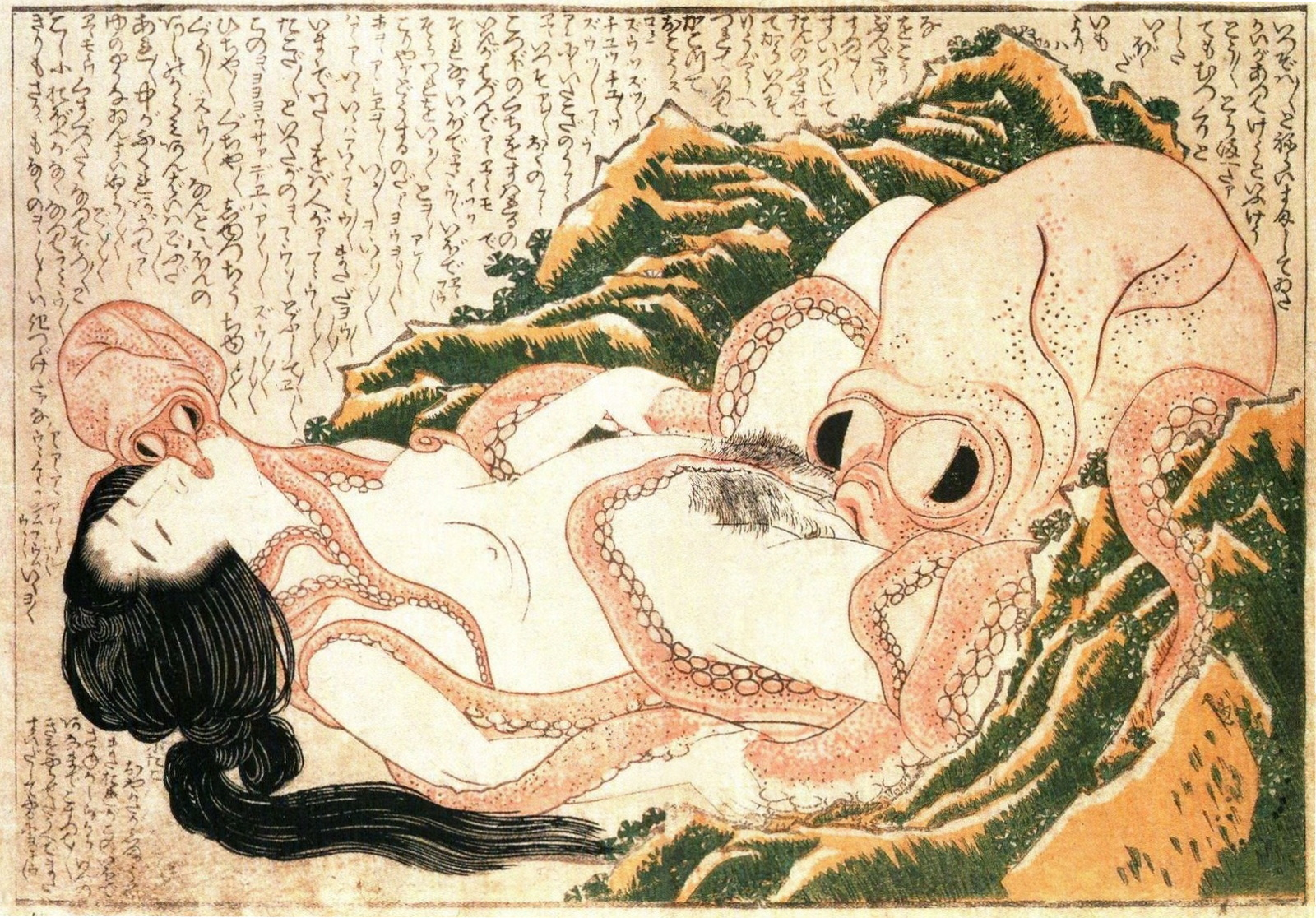
Stampa erotica giapponese